# Pastinachus
Pastinachus  (лат.) — род хрящевых рыб семейства хвостоколовых отряда хвостоколообразных надотряда скатов. Род долгое время считался монотипическим, к которому относили только вид Pastinachus sephen. Недавние исследование, проведённое в Индо-Тихоокеанской области выявили существование нескольких видов, относящихся к роду Pastinachus. 
Эти скаты ведут донный образ жизни. Встречаются в мелких прибрежных водах, заплывают в лагуны, мангровые заросли и солоноватые эстуарии рек. Название рода происходит от слова лат. pastinum — «мотыга для вскапывания почвы». 
Размножение происходит путём яйцеживорождения. Грудные плавники скатов рода Pastinachus срастаются с головой, образуя ромбовидный диск, ширина которого превосходит длину. Спинного, анального и хвостового плавников нет. На хвостовом стебле присутствует широкая вентральная кожная складка. На хвосте имеется как минимум 1 ядовитый шип. Позади глаз находятся брызгальца. На вентральной стороне диска расположены ноздри, рот и 5 пар жаберных щелей. Между ноздрями имеется бахромчатый кожаный лоскут. Ширина диска достигает 183 см.

## Биология
Рацион этих хвостоколов состоит в основном из моллюсков, червей, ракообразных и мелких рыб. Подобно прочим хвостоколообразным они размножаются яйцеживорождением. Оплодотворенные яйца развиваются в утробе матери, эмбрионы питаются желтком и гистотрофом. 

## Взаимодействие с человеком
Представляют незначительный интерес для коммерческого рыболовства. Они попадаются в качестве прилова. Мясо употребляют в пищу, шкуру выделывают.

## Классификация
К роду Pastinachus в настоящее время относят 5 видов:
- Pastinachus atrus (W. J. Macleay, 1883)
- Pastinachus gracilicaudus Last, Manjaji-Matsumoto, 2010)
- Pastinachus sephen (Forsskål, 1775) — Широкохвостый хвостокол[5]
- Pastinachus solocirostris Last, Manjaji-Matsumoto, Yearsley, 2005
- Pastinachus stellurostris Last, Fahmi & Naylor, 2010